# Disponibilità
La disponibilità misura l'attitudine di un'entità o sistema ad essere in grado di svolgere una funzione richiesta in determinate condizioni ad un dato istante (es. fornire un servizio ad un utente), o durante un dato intervallo di tempo, supponendo che siano assicurati i mezzi esterni eventualmente necessari. Può essere definita come il rapporto tra il tempo effettivo di funzionamento ed il tempo totale (dunque minore o uguale ad 1).

## Elementi
La disponibilità dipende dagli aspetti combinati di affidabilità, manutenibilità e logistica relativamente ad un'entità, essa non è pertanto influenzata da fenomeni che hanno origine all'esterno dell'entità pur manifestandosi all'interno di essa (ad esempio la mancanza di alimentazione elettrica, se dovuta al fornitore, la mancanza di materiali o di prodotti necessari ad alimentare il processo, l'assenza del personale necessario alla conduzione dell'entità, ecc.).
Contrariamente a quanto affermano alcuni, esaminando gli algoritmi di calcolo, la disponibilità, nelle diverse sue forme, dipende in definitiva dai tempi di indisponibilità causati dalle fermate. Mentre la frequenza delle fermate non ha alcuna incidenza (come invece ha nel calcolo dell'affidabilità) poiché al numeratore e al denominatore delle formule indicate precedentemente si semplifica e quindi viene eliminata.
Come chiunque può facilmente constatare sostituendo opportunamente gli indicatori con le rispettive formule di calcolo.

## Indicatori
Nel calcolo della disponibilità si fa riferimento a tre diversi indicatori:

### Disponibilità tecnica
Formulazione:
- Disponibilità tecnica =  MTTF/(MTTF + MTTR)

L'indice misura infatti la Disponibilità risultante dagli eventi di guasto e dalla capacità del Sistema di percepire tale stato, di segnalarlo, di affrontarlo e di risolverlo, ossia tiene conto sia del tempo di riparazione, sia dei tempi accessori logistici (attesa della manutenzione, attesa di ricambi, collaudo, ecc.).

### Disponibilità operativa
Formulazione:
- Disponibilità operativa = MTBM/(MTBM + MDT)

L'aggettivo “Operativa” sottolinea il fatto che si tiene conto di tutti i fattori “fisici” che concorrono all'indisponibilità, sia indotti dalla manutenzione nelle sue varie forme, sia indotti dalle specificità del Processo/ Progetto, ad esempio i tempi tecnici di preparazione (setup).

### Disponibilità intrinseca
Formulazione:
- Disponibilità intrinseca = MTTF/(MTTF + MRT)

L'aggettivo “intrinseca” sottolinea il fatto che non si tiene conto della logistica della manutenzione, ma solo del tempo tecnico proprio di riparazione dell'entità (“intrinseco”, appunto).

## Misure di supporto
Una tecnica particolarmente utilizzata per aumentare il più possibile la disponibilità di un sistema è la ridondanza degli apparati o sottosistemi che compongono il sistema: in tal caso il guasto di un componente non inficia il funzionamento dell'intero sistema aumentando l'affidabilità e di conseguenza la disponibilità (fault tolerance). In ambito informatico la disponibilità di un sistema informatico è legata a sua volta al concetto di disaster recovery e continuità operativa di un'azienda.